# Gryphaea arcuata
Gryphaea arcuata е изчезнал вид пенообразна стрида, двучерупчесто мекотело от семейство Gryphaeidae от периода на ранната юра в Европа.